# Peizegem
Peizegem is een  dorp in de gemeente Merchtem in de Belgische provincie Vlaams-Brabant.

## Geschiedenis
De plaats werd in 1233 al genoemd als Pensenghem, later verbasterd naar de huidige plaatsnaam. Het betreft een combinatie van een persoonsnaam en het achtervoegsel -heim (woonplaats van). 
Van de 12e tot de 14e eeuw leefde hier de familie de Penscenghem welke er landerijen bezat die door de Hertog van Brabant in leen waren gegeven. Hoewel er een windmolen was en enkele omwalde hoeven bleef Peizegem tot in de 19e eeuw een gehucht met verspreide bewoning. Omstreeks 1870 was de bevolking tot 1200 toegenomen en ontwikkelde Peizegem zich tot een dorp. Zo kwam er een school, een kerk met pastorie en een klooster met een meisjesschool. In 1871 werd Peizegem, samen met de gehuchten Ten Houte, Dries en Koekelberg, aangeduid als Merchtem-ten-Bosch of Boskant. In 1878 kwam Spoorlijn 61 gereed en in 1885 kreeg Peizegem er een stopplaats met de naam Boschkant. In 1898 kwam er ook een station en werd de naam daarvan: Station Peisegem. In 1901 werd de naam Peizegem weer ingevoerd voor het dorp. Het station werd in 1963 afgebroken. In 2024 had het dorp 2843 inwoners.

## Bezienswaardigheden
- Het Hof ten Houte

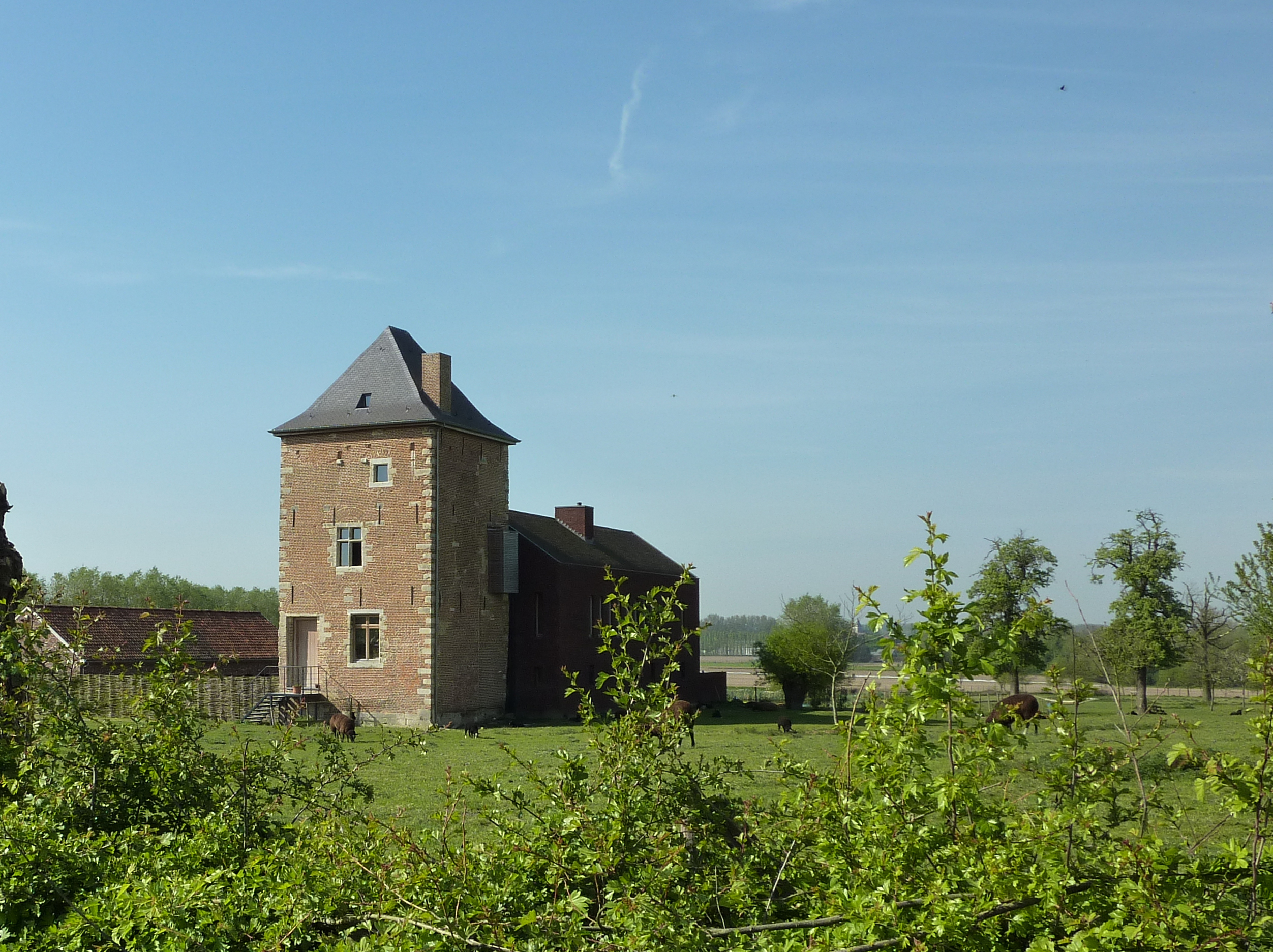
Hof Ten Houte

- De Onze-Lieve-Vrouw-Onbevlekt-Ontvangenkerk
- De Koutermolen

## Natuur en landschap
Peizegem ligt op een hoogte van ongeveer 30 meter. Noordelijk van Peizegem ligt het Buggenhoutbos.

## Sport
Voetbalclub VC Den Boskant Peizegem is aangesloten bij de KBVB en speelt er in de provinciale reeksen.

## Muziek
De muziekvereniging Music Time Peizegem maakt al ruim 100 jaar muziek in Peizegem. 

## Nabijgelegen kernen
Merchtem, Steenhuffel, Buggenhout, Opwijk